# Túmulo de Liliana Crociati de Szaszak
O Túmulo de Liliana Crociati de Szaszak é uma tumba localizada no Cemitério da Recoleta em Buenos Aires, Argentina, sendo muito conhecido por seu design pouco usual e atraindo muitos turistas e curiosos para o cemitério e para a história da morte de Liliana.
Lá, jazem os restos de Liliana Crociati de Szaszak (1944-1970), jovem de 26 anos que, ao passar sua lua-de-mel em Innsbruck, Austria, em 26 de fevereiro de 1970, teve seu quarto de hotel atingido por uma avalanche, que a matou. O túmulo foi projetado por sua mãe no estilo gótico, o que destoou dos demais túmulos do cemitério. Adjacente à tumba, há um "pódio" de pedra adornado com uma placa, onde se lê um poema escrito pelo pai de Liliana em língua italiana, juntamente com uma estátua em tamanho real de Liliana, modelada pelo escultor Wíeredovol Viladrich. Após a morte do cão de estimação da moça, Sabú, Viladrich esculpiu uma estátua do cachorro e a pôs ao lado da estátua de sua dona, cuja mão resta acariciando a cabeça do animal.

## "A Mia Figlia", poema escrito no pedestal
| Italiano | Português |
| --- | --- |
| A Mia Figlia Solo mi chiedo il perché Tu se partita e distrutto hai lasciato il mio cuore Che te solamente voleva, perché? Perché? Solo il destino sà il perché e mi domando perché? Perché non si può stare senza te, perché? Tanto bella eri che la natura invidiosa ti distrusse, perché? Perché, solo mi domando se Dio c'é, con se porta via ciò che suo non è Perché ci distrugge e lascia all'infinito il dolore! Perché? Credo al destino e non a te, perché? Perché solo sò che sempre sogno con te, perché c'é di che? Per tutto l'amore che sente il mio cuore per te. Perché? Perché? Il tuo papá | À minha filha Somente me pergunto o porquê Tu te foste e deixaste meu coração destruído O qual apenas te queria, por quê? Por quê? Apenas o destino sabe a razão, e eu me pergunto: por quê? Porque não podemos ficar sem ti, por quê? Tu eras tão bonita que a natureza, invejosa, destruiu-te. Por quê? Apenas me pergunto por que, se há um Deus, ele leva-te em Seu nome. Porque ele nos destrói e nos deixa numa eternidade de tristezas! Por quê? Eu acredito no destino, não em Você. Por quê? Porque apenas sei que sempre sonho contigo, por que isso? Por todo o amor que meu coração sente por ti. Por quê? Por quê? Teu Papai |